# Monts Kibara
Monts Kibara är en högplatå i Kongo-Kinshasa, som högst 1 889 m ö.h. Den ligger i provinserna Haut-Katanga och Haut-Lomami, i den sydöstra delen av landet, 1 400 km öster om huvudstaden Kinshasa.